# Château de Lasson
Le château de Lasson est emblématique de la première Renaissance normande. Construit entre 1515 et 1525 sur les bases d'un manoir du XIVe siècle dont il conserve la cave gothique, il est par la suite remanié aux XVIIe siècle et XVIIIe siècle. Il se dresse sur l'ancienne commune de Lasson dans le département du Calvados, en région Normandie.
Le château est entièrement classé Monument Historique et ses communs sont inscrits.

## Localisation
Le château est situé au nord-est de la commune de Lasson, dans le département français du Calvados.

## Historique
Au début du XVIe siècle, la famille Thésard, des bourgeois de Caen, fait reconstruire le manoir de Lasson (Laçon), dans le nouveau style Renaissance. C'est l'un des premiers châteaux de ce style construit en Normandie, avec les châteaux de Fontaine-Henry, Lion-sur-Mer et le corps de logis en granit de Chanteloup construit à la même époque.
Par mariage, le château passe à la famille de Croismare en 1628. Louis de Croismare plaquera sur l'extrémité Est, un étroit corps de bâtiment composé, sur chaque niveau, de deux pièces encadrant une terrasse. Aux XVIIe et XVIIIe siècles, il y a intégration des communs et la refonte des tours Est.
La structure actuelle de l'intérieur du château date de la fin du XIXe siècle. Le château n'a pas été entretenu pendant de longues années. Il est acquis en 1979 par la famille Vermès. 
En 2024 il devient la propriété de Guillaume et Anthony Voidie-Broult. Ces derniers engagent différentes phases de travaux à commencer par la sauvegarde des communs, et la restauration des jardins à la française disparus.

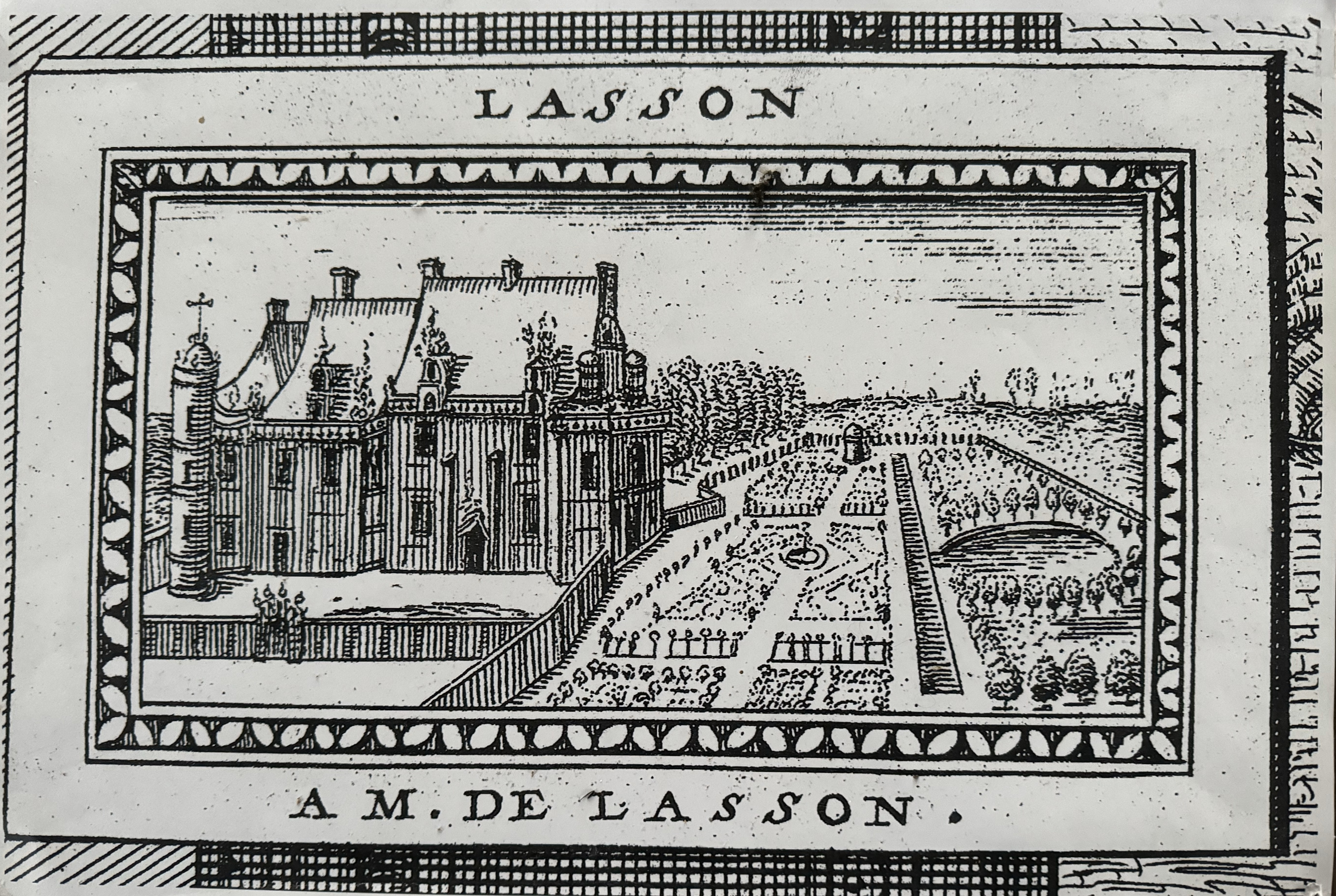
Gravure des jardins du château de Lasson

## Description
Le château est construit sous l'influence d'Hector Sohier, architecte de l'église Saint-Pierre de Caen (1520-1530) qui est l'archétype du genre employé à Lasson. Il sera remanié et agrandi au XVIIe siècle.
Le manoir se présente sous la forme de deux corps de logis dans le même axe avec un léger décrochement souligné par la culée d'un contrefort terminé par un haut pinacle contrebutant un faux arc-boutant.
Le logis de gauche comprend un seul niveau surélevé, et celui de droite, un rez-de-chaussée bas, un étage et un comble percé de deux lucarnes. Les façades, très ornées, présentent un décor notamment de baguettes horizontales, d'animaux chimériques et de roses, meuble héraldique du blason des Thésart.

## Protection aux monuments historiques
Au titre des monuments historiques :
- le château, à l'exception du bâtiment des dépendances compris dans le pavillon carré établi au sud-ouest de l'édifice, est classé par arrêté du 17 juillet 1917 ;
- les façades et toitures du bâtiment des communs sont inscrites par arrêté du 7 avril 1975.